# Odiniidae
Famille
Odiniidae  est une famille de diptères.

## Liste des genres
Selon Catalogue of Life (28 févr. 2013) :
- genre Afrodinia
- genre Coganodinia
- genre Helgreelia
- genre Lopesiodinia
- genre Neoalticomerus
- genre Neoschildomyia
- genre Neotraginops
- genre Odinia
- genre Paratraginops
- genre Pradomyia
- genre Schildomyia
- genre Shewellia
- genre Traginops
- genre Turanodinia

## Liste des sous-familles
Selon ITIS (28 févr. 2013) :
- sous-famille Odiniinae
- sous-famille Traginopinae